# Atherolepis
Atherolepis là chi thực vật có hoa trong họ Apocynaceae.